# Tekna (fackförbund)
Tekna (Teknisk-naturvitenskapelig forening) är Norges största fackförbund för akademiker. Tekna bildades 1874 under namnet «Den norske ingeniør- og arkitektforening».
Tekna ger ut Magasinet Tekna, och är medägare i Teknisk Ukeblad Media som ger ut Teknisk Ukeblad.
Teknas president sedan 2013 är Lise Lyngsnes Randeberg.